# Flik 24
A Fliegerkompanie 24 (rövidítve Flik 24, magyarul 24. repülőszázad) az osztrák-magyar légierő egyik repülőszázada volt. 

## Története
A századot 1916 elején állították fel. Kiképzésére az ausztriai Straßhofban és Aspernben végezték, majd március 16-án az olaszországi Perginébe irányították. 1917. július 25-én az egész légierőt átszervezték; ennek során a század hadosztályfelderítői feladatot kapott (neve ekkortól Divisions-Kompanie 24, Flik 24D). 1917 október-novemberében részt vett a sikeres 12. isonzói csatában, 1918 júliusában pedig a vesztes második piavei csatában. 1918 szeptemberében az újabb átszervezéskor hadtesthez rendelt repülőszázad (Korps-Kompanie, Flik 24K) lett.
A háború után a teljes osztrák légierővel együtt felszámolták.

## Századparancsnokok
- Gustav Studeny százados
- Hideghéty Miklós százados
- Hugo Schwab százados

## Ászpilóták
| Név              | A században szerzett győzelem |
| ---------------- | ----------------------------- |
| Kiss József      | 7                             |
| Georg Kenzian    | 2                             |
| Julius Kowalczik | 5                             |
| Josef Friedrich  | 2                             |

## Századjelzés
A 11. hadsereghez rendelt repülőszázadokban megszokott módon a repülőgépek teljes keréktárcsáját és a törzs orr-részét pirosra festették.   

## Repülőgépek
A század pilótái a következő gépeket repülték:
- Hansa-Brandenburg C.I
- Albatros D.III
- UFAG C.I